# Dunakanyar
A Dunakanyar a Duna Esztergom és Budapest közötti szakasza.[forrás?] A folyam ezen a szakaszon a Börzsöny és a Visegrádi-hegység között halad. A folyásiránya pedig nyugat-keletiről észak-délire változik. A Dunakanyar Magyarország egyik legfontosabb turisztikai körzete, beleértve a Duna menti településeket mindkét oldalon Esztergom és Visegrád között, amely a világörökségi várományosi (jelölti) listán is szerepel, visegrádi középkori királyi központ és az esztergomi vár helyszíneinek összevonásával. 2006 óta a katolikus védőszentje Szent Hedvig lengyel királynő.

## Fekvése
Tágabb, turisztikai vonatkozásban azonban ide soroljuk még a Duna íve által bezárt jobb parti területet, valamint a folyamtól északra emelkedő Börzsöny hegység nagyobbik, Pest vármegyéhez tartozó felét. A Duna könyöke által bezárt Pilis-hegységet és Visegrádi-hegységet a part menti területekkel. A folyam partvidékét Kisoroszitól a fővárosig a Vác–Pesti-Duna-völgy kistája kíséri.

### Természeti adottságok
A Duna szűkebb, földrajzi értelmezésben vett Zebegény és Kisoroszi közötti szakaszán a Visegrádi-szoros áttöréses völgye változatos hegyvidékektől övezett. Szépen gondozott parkerdők, vadrezervátumok, természeti ritkaságok, hazai viszonylatban fontos klimatikus folyóparti üdülőhelyek, szigetek, vízi-, és télisport-lehetőségek együttesen adják természeti értékeit.

### Közlekedés
A tájegység Budapest felől a bal parton az M2-es autóúton és a 2-es főközlekedési úton               közelíthető meg. Kiágazik belőle felé a 12-es út. (Budapest – Vác – Nagymaros – Szob). Ez az út Verőcét, Kismarost, Nagymarost, Zebegényt és Szobot érinti a Dunakanyarban. A jobb parton a 11-es út halad. (Budapest – Szentendre – Visegrád – Esztergom). Ez az út a kanyarban Dunabogdányt, Visegrádot, Dömöst és Pilismarótot érinti. A vasúti közlekedést a 70-es számú (Budapest – Vác – Szob)  villamosított nemzetközi fővonal, a 71-es számú (Budapest – Veresegyház – Vác) villamosított elővárosi, a 2-es számú (Budapest-Esztergom) szintén villamosított elővárosi vonal, illetve az 5-ös számú Szentendrei HÉV biztosítja. Ezenkívül a Volánbusz sűrűn közlekedő helyközi autóbuszaival minden település megközelíthető. A táj rendkívüli szépségét azonban a folyóról lehet élvezni a Mahart Budapest-Szentendre-Visegrád–Esztergom viszonylatban menetrendszerűen közlekedő személyhajó-járataival, illetve az alkalomszerű sétahajókkal.

## Történelmi emlékei, természeti látnivalói

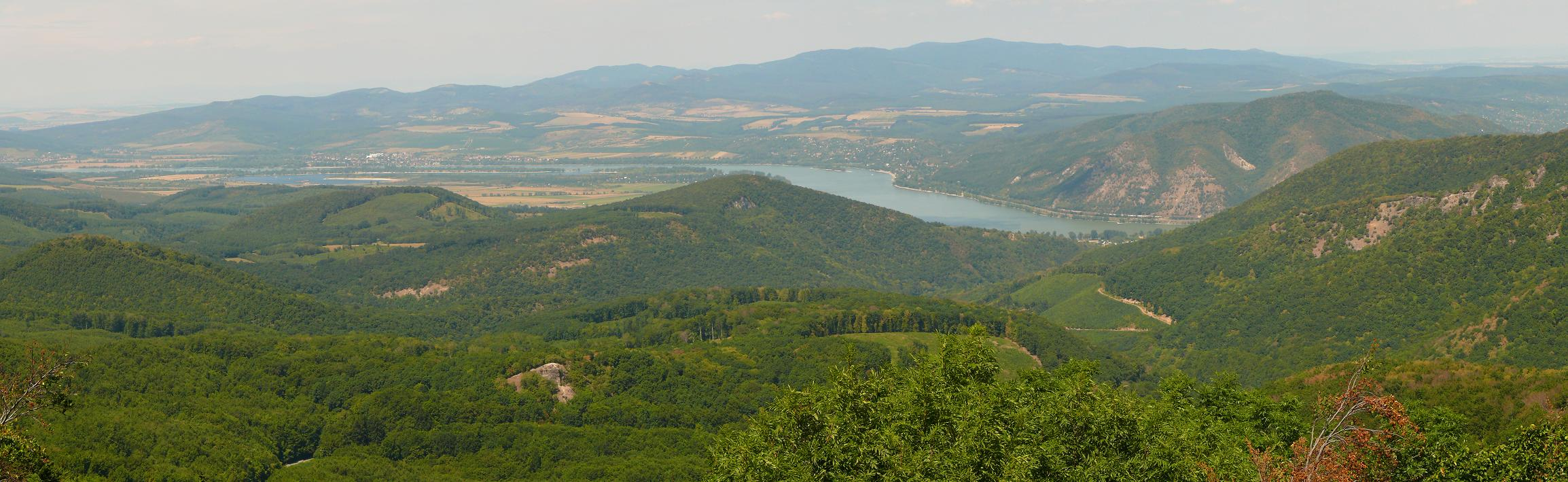
Dobogó-kői kilátás a Dunakanyarra

### A Duna jobb partja
A tájegység művészettörténeti és történelmi emlékekben az ország egyik leggazdagabb vidéke. A barokkot Budapest, Szentendre és Vác képviseli, Visegrád a reneszánszot idézi, míg Esztergom a magyar román kort képviseli.  Ezek az adottságok a magyar történelem jelentős, korszakos emlékeit jelentik olyan tájképi és természeti környezetben, amelyek turisztikai vonzerejüket megtöbbszörözi.
Esztergom

Helyén megerősített római város állt Salva Mansio néven. Nagy Károly a 8. században „Osterringun”-nak (keleti gyűrűnek) nevezte, a korábbi avar gyűrűsáncokról. A középkori elnevezés Strigonium is ebből alakult ki. Itt született I. István és 1000-ben itt koronázták királlyá. Az Árpád-kor első századaiban az ország fővárosa volt. A mai napig a magyar katolicizmus egyházi székhelye. Az ország legnagyobb temploma a bazilika. Itt van még a Bakócz-kápolna a reneszánsz művészet remeke. Itt őrzik az ország legnagyobb egyházi kincsgyűjteményét. Az altemplomban búcsújáró hely alakult ki Mindszenty József esztergomi érsek hamvainak hazahozatala óta (1991). A Keresztény Múzeum az ország leggazdagabb vidéki műtörténeti gyűjteménye. Itt őrzik M S mester műveit. Itt van még az ország legjelentősebb egyházi levéltára is.
Dömös

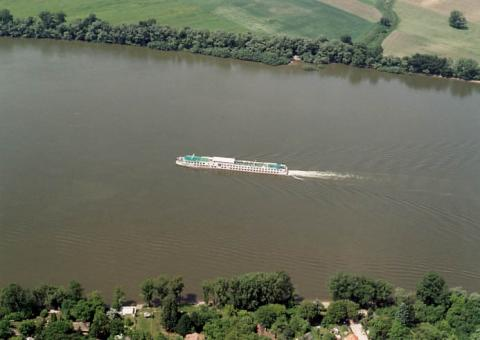
Folyami szállodahajó a Dunán

Visegrádtól nyugatra található.  I. Béla királyra itt szakadt rá 1063-ban a trón mennyezete. Valószínű merénylet következtében. 1100 körül Álmos herceg, Könyves Kálmán testvére egy román kori prépostságot létesített. Könyves Kálmán itt vakíttatta meg Álmost fiával Bélával, mert a trónt a saját fiának szánta.
- A Rám-szakadék
- A település felett emelkedik a Prédikálószék.

Pilismarót

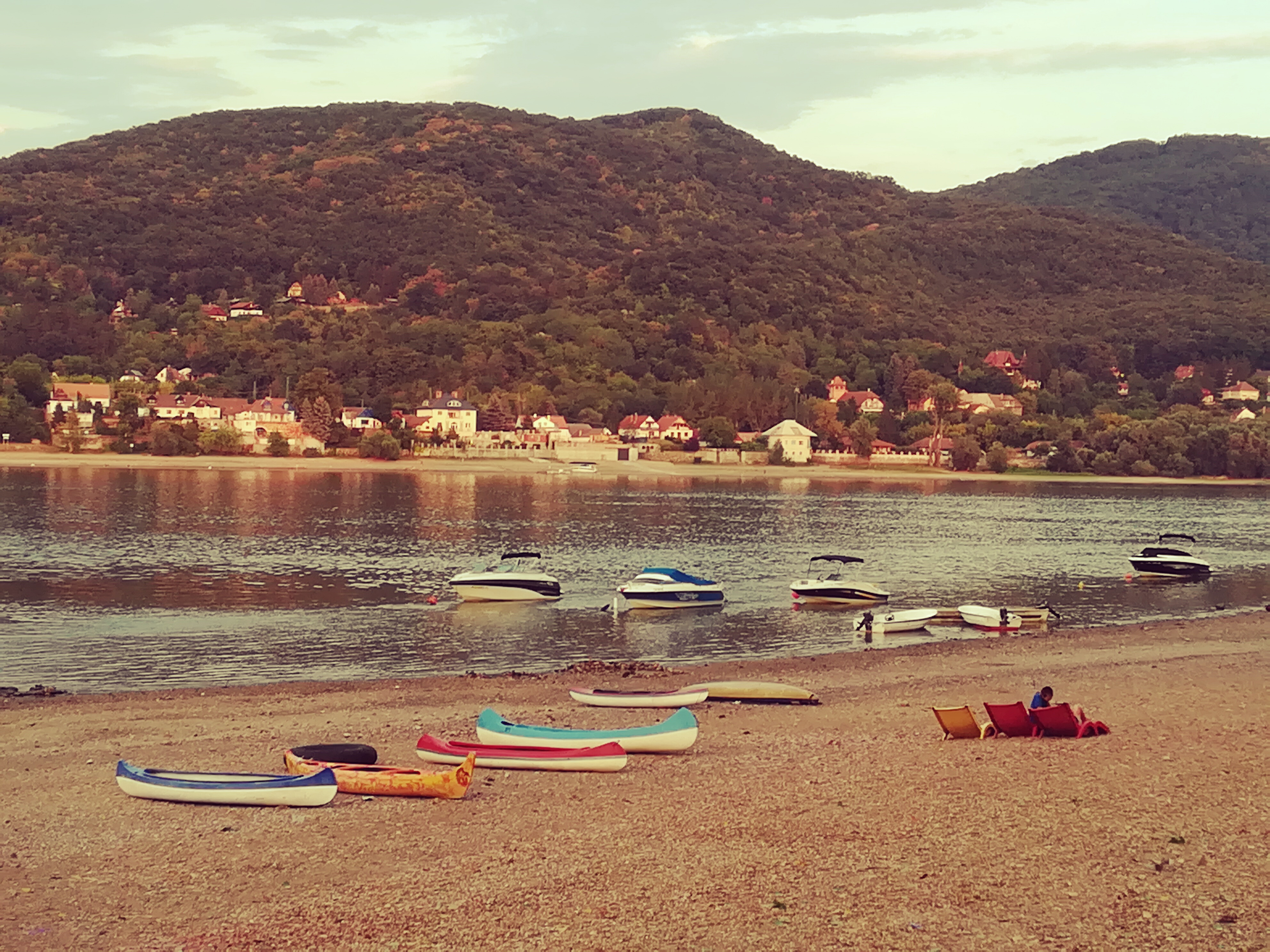
A pilismaróti Duna-part

Pilismarót Visegrád és Esztergom között, a Visegrádi-hegység lábánál helyezkedik el. A községhez hozzátartozik még a Duna-parti részen egy üdülőterület, valamint a falu melletti völgyben fekvő Basaharc. A település története az őskorig nyúlik vissza. Legjelentősebb ókori történelmi emléke a római limes részeként épült település (Castra Ad Herculem) maradványa, melynek romjai a falu közepén lévő Kishegyen találhatók, feltárásuk még folyamatban van. Pilismaróton található a Duna magyarországi szakaszának egyik legszebb szabadstrandja is, ami már a 19. század végén felkapott üdülőhelynek számított és az 1930-as évektől a Duna ezüstpartjának nevezték ezt a partszakaszt. Itt található a Dunához kapcsolódó Nagy- öböl is, amit évről-évre sok ember választ kikapcsolódásra, horgászásra. Pilismarót környékének nagy része a Duna-Ipoly Nemzeti Parkhoz tartozik, gyönyörű kirándulóhelyek közelíthetők meg a faluból. Jelentős természeti értékei a környező hegyek forrásai (pl. Hoffmann-forrás) és sziklái (Hamvas-kő Archiválva 2021. október 26-i dátummal a Wayback Machine-ben), valamint a Miklós deák-völgyi halastavak.
A község főbb látnivalói:
- a Heckenast-kúria - itt dolgozta ki Deák Ferenc a Kiegyezés szövegét,
- a Református domb - tetején az 1685-ben épült templommal,
- az 1821-ben épült római katolikus templom,
- a főtéren a Dobozi Mihály szobor,
- az 1880-ban épült Hoffmann kunyhó - eleinte az erdészek menedékhelyéül szolgált, később átadták a természetjáróknak
- a Hajótemető .

Dobogó-kő
- Magyarország első sípályája Dobogókőn 1923 óta
- Makovecz Zsindelyes Dobogókőn

Visegrád
A Dunakanyar legfestőibb települése. Keskeny teraszlépcsők felett meredek sziklafalakkal emelkedik magasba Várhegy jellegzetes andezit láva tömege.  A rómaiak erődöt építettek a Sibrik dombon. A népvándorlás után megtelepedő szlávok adták a Visegrád nevet. Az egykori római erődben volt fogoly Salamon király. A tatárjárás után épült fel a fellegvár. Csák Máté leverése után Károly Róbert Visegrádot jelölte ki az ország fővárosának. 1320 körül építette fel a nagyszabású királyi palotát. A török időkben 350 termes palota elpusztult földomlás következtében. A fellegvárat a Rákóczi szabadságharc során az osztrákok felrobbantották.

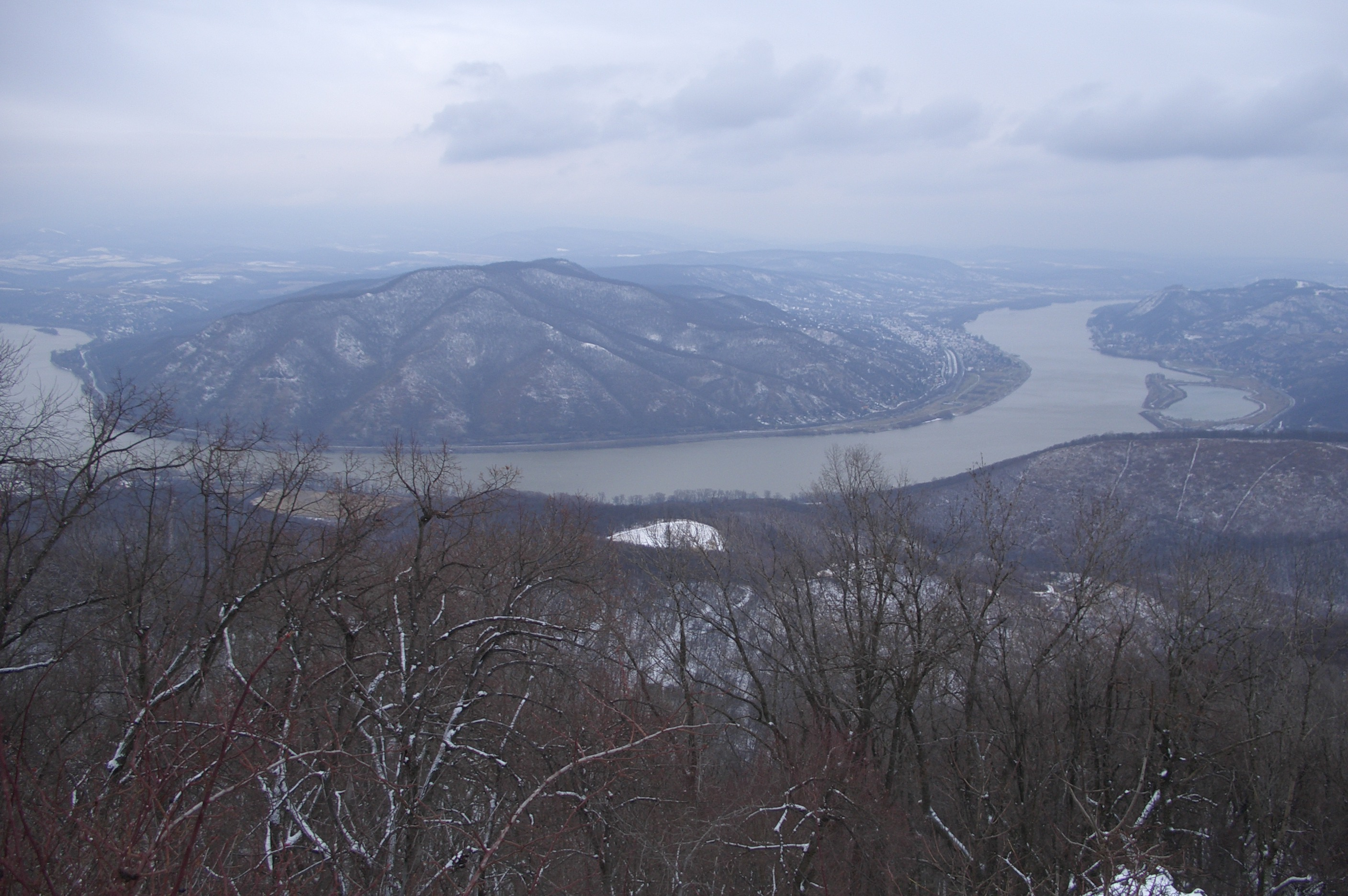
Kilátás a Prédikálószékről

- A Visegrádhoz tartozó Szentgyörgypusztán élt 1943-tól haláláig Áprily Lajos költő, műfordító.
- Ördögmalom-vízesés a településtől 2,5 km-re.

Dunabogdány
A település területén római castrum körüli városka volt. A romjai a mai napig láthatók a Szentendrei-Duna jobb partja mentén elterülő falu határában. A csendes nyaralóhelynek református temploma klasszicista elemekkel ötvözött, késő barokk kápolnái vannak. Hegyoldalából dácitot bányásznak (a Csódi-hegy lakkolitja).
Leányfalu
A 19. században kiépült nyaralóhelyekből vált községgé. Az első reprezentatív nyaralók tudósok, színészek és más művészek számára épültek. Nevezetessége a Móricz Zsigmond Emlékmúzeum. Karinthy Ferenc nyaralóhelye. Termálvizes strandja és uszodája van. Itt található a legszebb kilátást nyújtó magaslat, a Vörös-kő.
Szentendre
Rendszertelenségben kanyargó, szűk kis utcái, lépcsős sikátorai különleges hangulatot adnak a városnak.
I. Endre görög szerzeteseket telepített be. A török terjeszkedés elől menekülő szerbek, dalmátok bevándorlásával nőtt lakossága. A 18. században barokk stílusban emelt épületek ötvöződtek
Az 1887-ben átadott HÉV megépítése a Budapestről történő megközelítést is kényelmesebbé tette.
- Jelentős képzőművészeti értékek (Szentendrei Festők Társasága), gyűjtemények (Ferenczy Múzeum, Kovács Margit Múzeum) találhatók itt.
- Szentendrei irodalom (a Hamvas Béla-hagyaték stb.)
- A Szentendrei Teátrum
- A Vujicsics-hagyaték és a délszláv népzene
- Magyarország első, nem török kávékereskedője Szentendrén 1696-ban
- Egykori dalmát borpincerendszer a Szamárhegy alatt
- A Skanzen, azaz a Szentendrei Szabadtéri Néprajzi Múzeum is itt talált otthonra.
- A Dera-patak szurdokvölgye
- A Holdvilág-árok

Csobánka
Kőkori leletek Csobánka határából
Pomáz
- A pomázi Teleki-Wattay kastély
- Szkíta és kelta emlékek, földvár a település határában.

Budakalász
Rézkori temető és a legrégebbi 4000 éves négykerekű  európai agyagkocsi lelőhelye. A Duna-parton római kori őrtorony található. Ide is szerbek menekültek.

### A Szentendrei-sziget
Kisoroszi
A Szentendrei-sziget legrégebbi települése; kőburkolatú töltés védi. Könyves Kálmán idején oroszok települtek be; a nevét is innen nyerte. A falu határában római őrtornyok találhatók. A vízitúrázóknak kiépített táborhelye van. A falu és Visegrád között kompjárat közlekedik.
Tahitótfalu
A sziget legszélesebb részén lévő faluhoz műút vezet a váci komptól Tótfaluba. Onnan a sziget egyetlen hídján át Tahiba. A két községet a fenti néven egyesítették. Itt található Pollack Mihály síremléke, melyet Ybl Miklós tervezett. A Váccal szemközt lévő Duna-parton, a Pokolcsárda mellett római őrtorony-maradványok vannak. Váccal komp köti össze.
Pócsmegyer
Középkori eredetű falu. A török uralom idején el nem pusztult falu volt. Műemlék értékű az egykori Eszterházy-birtok. A sziget túlsó oldalán épült meg Surány nyaraló-, és horgásztelepe, ami közigazgatásilag a településhez tartozik. Unger-Bercelly késő barokk kúria Pócsmegyeren
Szigetmonostor

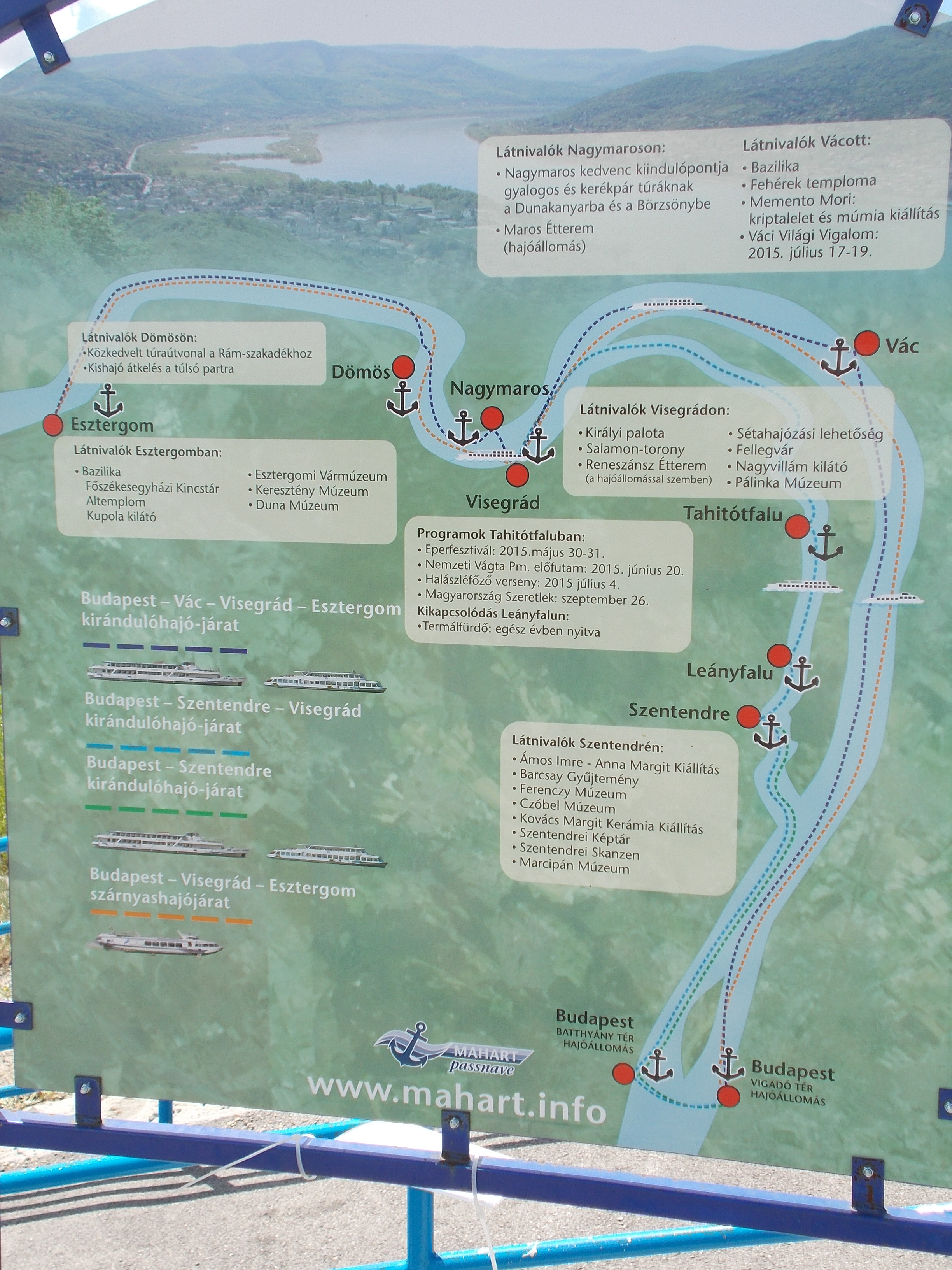

Az egyetlen falu a Szentendrei-szigeten, ami nem a parton épült. A 13. századi monostorát több szerzetesrend is birtokolta. Népi építészeti emlékek az oromfalas házak. A településhez tartozó Horány kedvelt üdülőtelep.

### A Duna bal partja
Szob
Az Ipoly torkolatánál fekszik. Régészeti leletekben gazdag. A település nyaralóhely jellegű. A török uralom után újjáéledő faluban barokk stílusú templom épült 1775 és 1778 között. A Börzsöny Múzeumban a környék régészeti leletei, az Ipoly menti falvak népviselete, népi bútorai és használati tárgyai láthatók.
Zebegény
A falu házai a Börzsönyhöz tartozó Szent Mihály-hegyre (485 m)  épültek fel. A török időket követő betelepítések során szlovák favágók, majd dél-német telepesek vettek részt. Római katolikus temploma 1909-ben épült, az egyik tervezője Kós Károly építész volt. A klasszicista kálvária szinte a falu közepén magasodik. A község arról is nevezetes, hogy 1923-tól itt élt Szőnyi István festőművész. Műterem házában ma emlékmúzeum működik. A falu másik érdekessége Farkas Vince nyugalmazott hajóskapitány gyűjteményének kiállítása a Hajózástörténeti Múzeumban.
Nagymaros
Középkori eredetű város. Visegráddal szemben Károly Róbert uralkodása idején annak ikertelepülése lett. Kiemelt szerepét csak a török megszállás idején vesztette el. Ma jelentős üdülőhely, a dunai vízi sport jelentős bázisa. A 14. században épült gótikus stílusú rk. temploma van. A városban művésztelep működik.
Kismaros
Dél-Börzsöny turisztikai életének legfontosabb kiindulópontja. A 18. századtól létezik itt település. Mária Teréziától a betelepített telepesek szabadalomlevelet kaptak. A 19. század elején a Morgó patakon mintegy fél évszázadig fát úsztattak. Egy vadászkastélya is van, melyet jelenleg szociális otthonnak használnak. Keskeny nyomtávú  erdei kisvasút vezet Szokolyán át Királyrétre.
Verőce
Anonymus  a Gesta Hungarorumban már említést tesz a faluról. Temploma 19. századi. Látnivalói közé tartozik a Gorka Géza kerámiamúzeum és Ybl Miklós lakóháza
Vác
A Duna völgyén haladó ősi útvonalak mentén fontos átkelőhelynél épült, hegyvidék és a síkság találkozásánál. A környező tájat a Naszály hegy (652 m) zárja le. A bronzkortól lakott hely. I. Géza egyik oklevelében már városként említi. A tatárdúláskor elpusztult, majd német telepesek segítségével építik újjá. Migazzi Kristóf Antal püspök a 18. század nagy mecénása, a váci székesegyházat klasszicizáló késő barokk stílusban, az ún. "forradalmi építészet" stílusában építtette. Előtte már 1074-ben állt itt székesegyház. A kupola freskóit Franz Anton Maulbertsch alkotta. A börtön mellett áll az ország egyetlen diadalkapuja, ahol Mária Terézia látogatását fogadták. (1764-ben)  Az ország első vasútvonala Pest és Vác között 1846-ban épült meg. A város székesegyházában és templomaiban rendszeresen tartanak orgonaversenyeket és visszatérő koncerteket.
Sződliget
A Duna-parton vízibázis létesült.
Dunakeszi
Környékén kőkori és bronzkori  települések nyomait fedezték fel. A honfoglalás után állandó település létesült. Erről a 13. századi körtemplomának alapfalai és a gótikus szentélyrészlet tanúskodik. A kompkikötő mellett római erődítésmaradványok találhatók. Dunakeszi sportrepülőtérrel is rendelkezik.

## Galéria

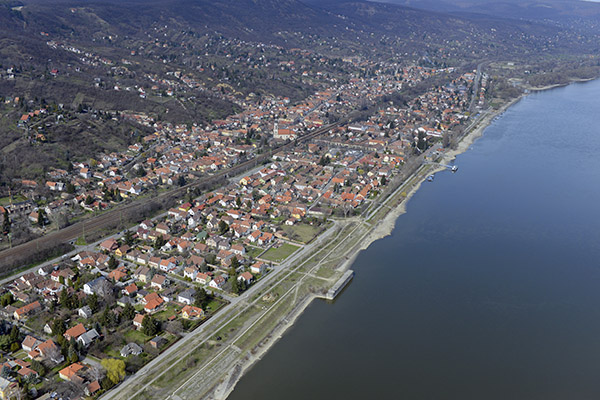
Légifelvétel Nagymarosról
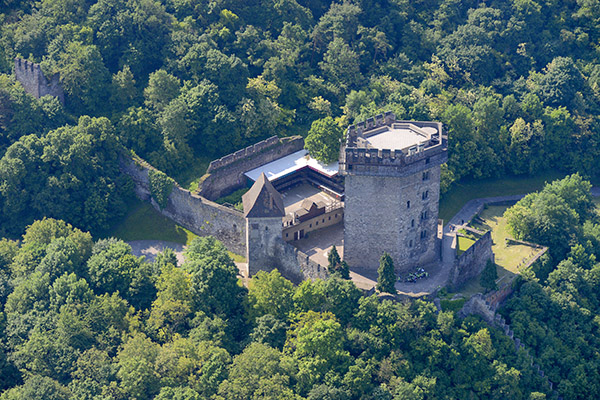
Salamon-torony
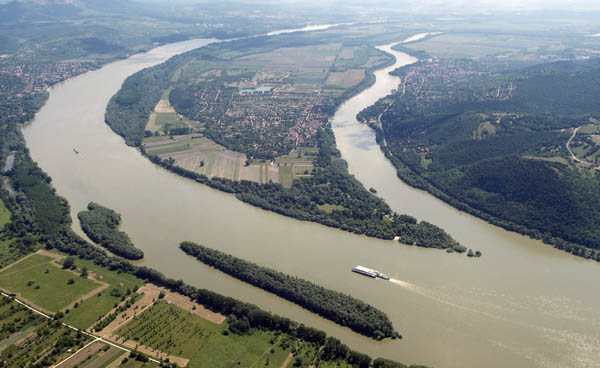
Verőce és Nagymaros között
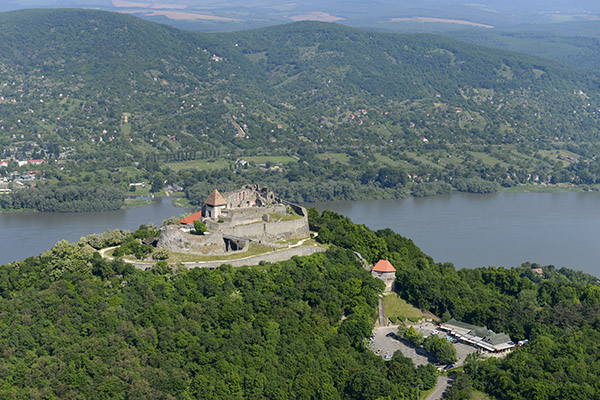
Visegrádi fellegvár
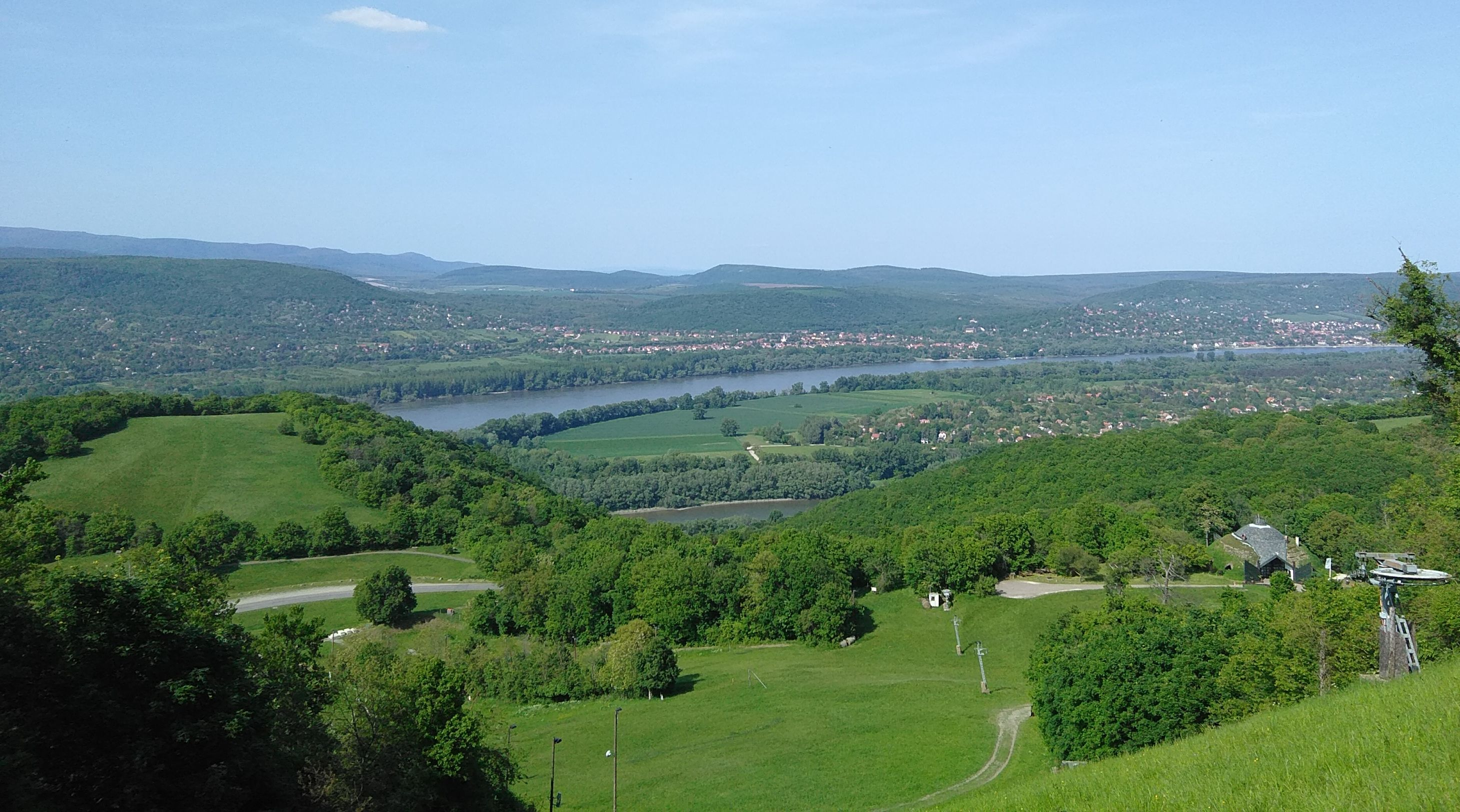
A Kisoroszi Szigetcsúcs a visegrádi Nagy-Villám-hegyről (távolabb Kismaros és Verőce)
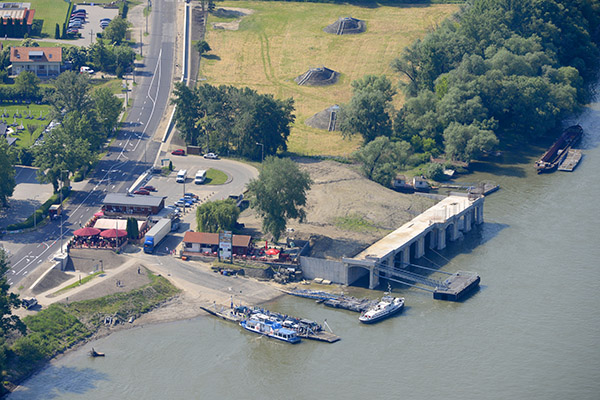
Visegrádi kikötő
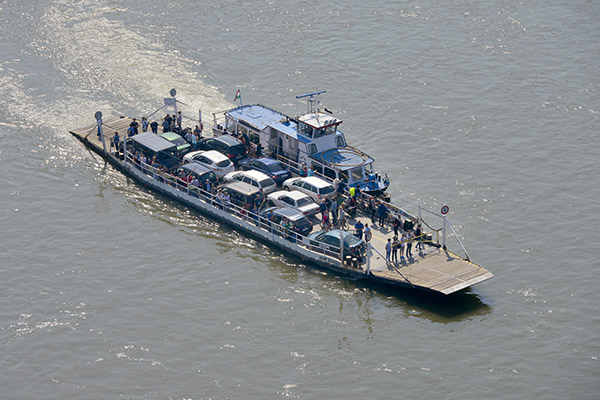
Visegrádi rév
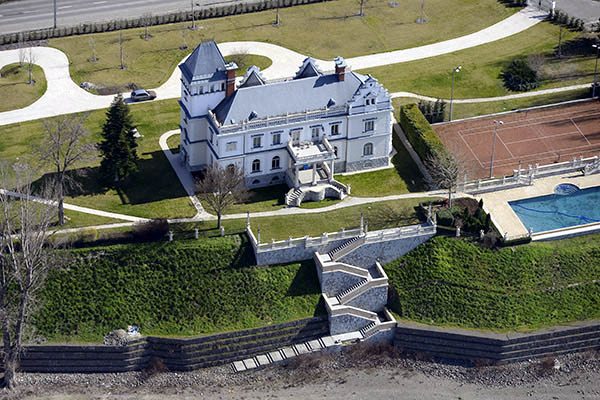
Zebegény, Dőry-kastély
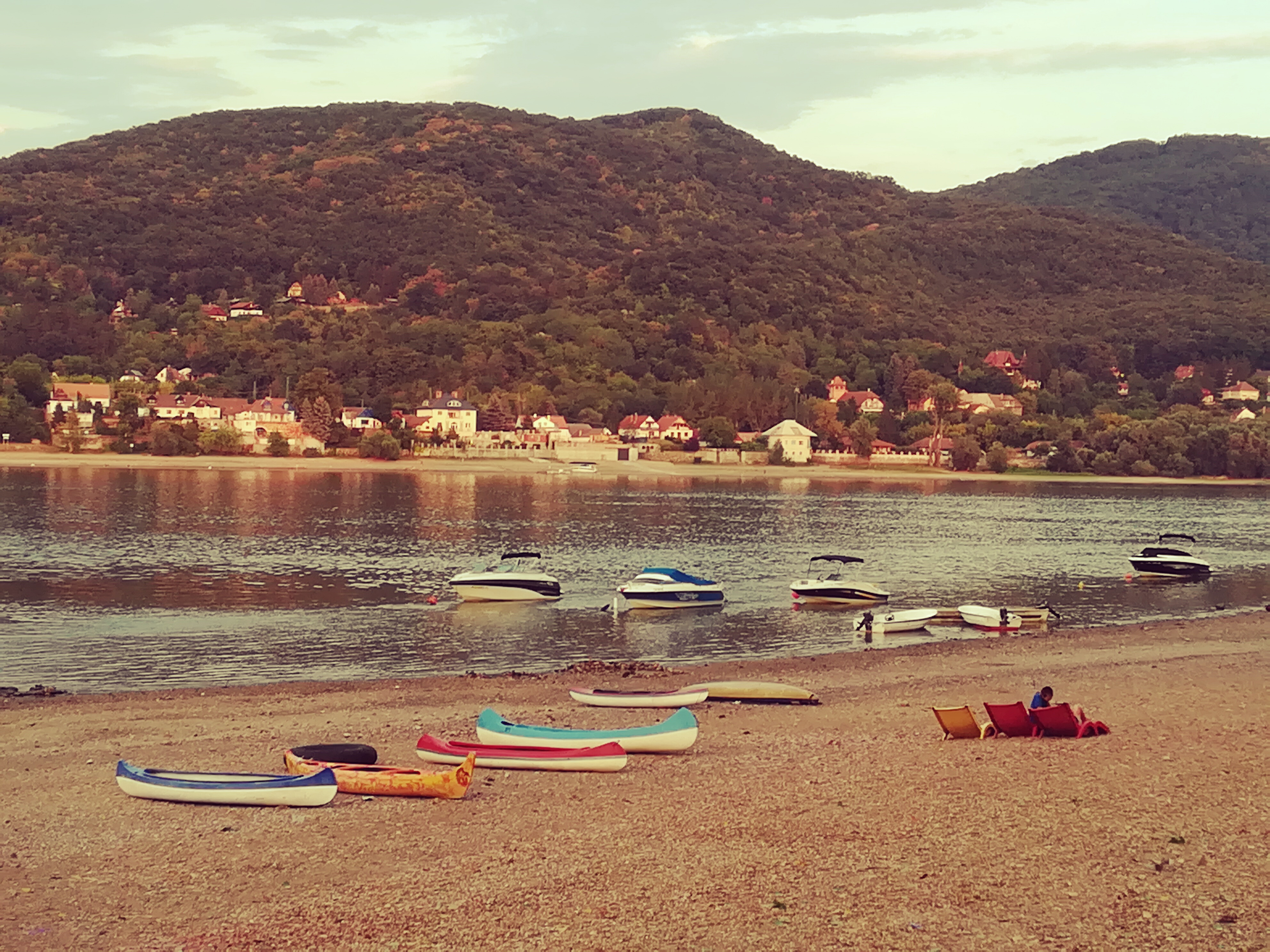
Pilismaróti ezüstpart

## Kapcsolódó szócikk
- Zebegényi-sziget